# Monacos Grand Prix 2008
Monacos Grand Prix 2008 var det sjätte av 18 lopp ingående i formel 1-VM 2008.

## Rapport
Felipe Massa i Ferrari tog pole position före stallkamraten Kimi Räikkönen. Från andra ledet startade Lewis Hamilton och Heikki Kovalainen i McLaren. I tredje ledet stod Robert Kubica i BMW och Nico Rosberg i Williams. Det började regna kraftigt då loppet startade vilket skapade problem för de förare som hade valt fel typ av regndäck. Massa tog starten och Hamilton passerade Räikkönen, som hade dåligt fäste, direkt. Hamilton körde på sjätte varvet emot ett skyddsräcke och fick punktering på höger bakdäck och tvingades in i depå. Det blev lyckosamt för honom då han fick rätt däck tidigt och samtidigt mer bränsle. Massa gjorde senare ett litet misstag vid Sainte Devote och då smet Kubica förbi honom.  Bakom jagade Hamilton och Räikkönen, som avtjänat ett drive through-straff på grund av att han inte var klar med sitt däckval tre minuter före start.  När Kubica gick i depå förlorade han ledningen till Massa som sedan tappade ledningen till Hamilton av samma orsak. Hamilton drog sedan ifrån och behöll ledningen efter sitt depåstopp ända in i mål.  
Nico Rosberg kraschade våldsamt med sin Williams men klarade sig oskadd. Mot slutet av loppet körde Räikkönen in i Adrian Sutils Force India som tvingades bryta då denne låg fyra efter att ha kört upp från artonde startrutan.  Räikkönen kunde fortsätta men blev utan poäng. Kubica kom tvåa och Massa trea.

## Resultat
1. Lewis Hamilton, McLaren-Mercedes, 10 poäng
2. Robert Kubica, BMW, 8
3. Felipe Massa, Ferrari, 6
4. Mark Webber, Red Bull-Renault, 5
5. Sebastian Vettel, Toro Rosso-Ferrari, 4
6. Rubens Barrichello, Honda, 3
7. Kazuki Nakajima, Williams-Toyota, 2
8. Heikki Kovalainen, McLaren-Mercedes, 1
9. Kimi Räikkönen, Ferrari
10. Fernando Alonso, Renault
11. Jenson Button, Honda
12. Timo Glock, Toyota
13. Jarno Trulli, Toyota
14. Nick Heidfeld, BMW

### Förare som bröt loppet
- Adrian Sutil, Force India-Ferrari (varv 67, olycksskada))
- Nico Rosberg, Williams-Toyota (59, olycka)
- Nelsinho Piquet, Renault (47, olycka)
- Giancarlo Fisichella, Force India-Ferrari (36, växellåda)
- David Coulthard, Red Bull-Renault (7, olycka)
- Sébastien Bourdais, Toro Rosso-Ferrari (7, olycka)